# 베네수엘라 발렌시아 경찰서 본부 화재
2018년 3월 28일 베네수엘라 발렌시아 카라보보 경찰서의 지하감옥에서 화재가 발생하였다. 이 화재로 68명 이상이 사망하였다.